# 世理奈
世理奈（せりな、1979年12月11日 - ）は、日本のシンガーソングライター。2004年avexが新たに立ち上げたレーベル「J-more」の第一弾アーティストとしてデビュー。広島県三原市出身。

## ディスコグラフィー

### シングル
- 琵琶湖周航の歌（2004年7月14日）旧制三高水上部（現・京都大学ボート部）部歌。インディーズシングル
  1. 琵琶湖周航の歌
  2. 大切なモノ
- 消える想い（2004年10月14日）メジャーデビューシングル
  1. 消える想い
  2. MEBAE
  3. 場所
- 稲村ヶ崎/行方知レズ（2005年1月19日）
  1. 稲村ヶ崎
  2. 行方知レズ
  3. 巡り逢い
- 風と花と光と（2005年12月14日）
  1. 風と花と光と
  2. 歓びを歌にのせて
- Like you（2007年11月21日）
  1. Like you
  2. fly
  3. 愛として…
  4. Touch your face
  5. Y (JPN Ver.) / FreeStyle feat.世理奈 (Bonus Track)

### アルバム
- 世理奈（2005年2月23日）
  1. 心への陽射し
  2. 行方知レズ(Album version)
  3. 花、乱れ。
  4. 消える想い(Album Mix)
  5. 甘い夜
  6. Last Show
  7. ね
  8. MEBAE
  9. 失望
  10. 大切なモノ
  11. 迷ィ道
  12. 2005年1月8日 ～葉山～

## タイアップ一覧
| 使用年 | 曲名             | タイアップ                                                         |
| ------ | ---------------- | ------------------------------------------------------------------ |
| 2004年 | 消える想い       | NHK-BS2『週刊なびTV』エンディングテーマ                            |
| 2005年 | 稲村ヶ崎         | TBS系『日立 世界・ふしぎ発見!』エンディングテーマ                  |
| 2005年 | 行方知レズ       | 日本テレビ系『爆笑問題のススメ』1月度エンディングテーマ            |
| 2005年 | 風と花と光と     | アサヒビール「麦焼酎 かのか」CMソング                              |
| 2005年 | 歓びを歌にのせて | エレファント・ピクチャー配給映画『歓びを歌にのせて』イメージソング |
| 2007年 | Like you         | TBS系『噂の!東京マガジン』エンディングテーマ                       |

## ヘビーローテーション/パワープレイ

### テレビ
| 放送年 | 曲名       | ヘビーローテーション/パワープレイ             |
| ------ | ---------- | --------------------------------------------- |
| 2004年 | 消える想い | 日本テレビ系『汐留スタイル!』Stylish Play#062 |